# 紹斯賽德鎮區 (明尼蘇達州賴特縣)
紹斯賽德鎮區（英語：Southside Township）是位於美國明尼蘇達州賴特縣的一個行政鎮區，於1868年設立。

## 地方資料
紹斯賽德鎮區的面積為73.37平方千米，當中陸地面積為62.85平方千米，而水域面積為0.52平方千米。根據2020年美國人口普查的數據，當地共有人口1526人，而人口密度為每平方千米20.8人。